# Oratorio di San Giovanni Battista (Triora)
L’oratorio di San Giovanni Battista è un luogo di culto cattolico situato nel comune di Triora, in via Veneziano Giauni, in provincia di Imperia.

## Storia e descrizione
Risalente al 1632, la struttura attuale andò a sostituire un precedente edificio di culto sottostante la collegiata di Nostra Signora Assunta e già sede dell'omonima confraternita.
Al suo interno sono collocate diverse opere pittoriche e scultoree; tra queste, la pala del pittore triorese Lorenzo Gastaldi raffigurante l'Imposizione del nome al Battista firmata e datata al 1682. Lo stesso artista realizzò per la sconsacrata e locale chiesa di San Francesco il quadro di San Francesco confortato da un angelo, di cui costituiva la pala. Suo padre, Battista Gastaldi, fu l'autore del dipinto de la Trinità e le sante Agnese e Caterina, commissionato nel 1652 da Bartolomeo Zucchetto.
Altri dipinti sono la tavola della Madonna del Rosario tra i santi Vincenzo Ferrer e Domenico - opera cinquecentesca attribuita a Luca Cambiaso - e il quadro di San Nicola da Tolentino del XVI secolo, quest'ultimo proveniente dalla chiesa di Sant'Agostino.
Tra gli altari laterali di pregio artistico è quello ligneo realizzato da Giovanni Battista Borgogno, detto "Buscaglia" e originario di Molini di Triora, che il locale Antonio Maria Vacaro fece indorare nel 1690.
Fu la locale confraternita a commissionare, intorno al 1725, la statua di San Giovanni Battista per la cassa processionale allo scultore genovese Anton Maria Maragliano. L'artista Paolo Olivari realizzò, nel 1839, la statua di San Dalmazzo (compatrono di Triora).
L'organo dell'oratorio è datato al 1864.